# Новотроицкое (Альметьевский район)
 Новотроицкое  — село в Альметьевском районе Татарстана. Административный центр Новотроицкого сельского поселения.

## География
Находится в юго-восточной части Татарстана на расстоянии приблизительно 51 км по прямой на запад-северо-запад от районного центра города Альметьевск у речки Шешма.

## История
Основано в первой половине XVIII века, упоминалось также как Новиковка. В 1791 году была построена Троицкая церковь.

## Население
Постоянных жителей было: в 1782 году — 206 душ мужского пола, в 1859—1073, в 1897—1472, в 1908—1445, в 1920—1402, в 1926—1066, в 1938—1213, в 1949—1137, в 1958—1293, в 1970—1058, в 1979—1047, в 1989—897, в 2002 − 1137 (русские 75 %), 1048 в 2010.